# Ampelisca lobata
Ampelisca lobata är en kräftdjursart som beskrevs av Edward Morell Holmes 1908. Ampelisca lobata ingår i släktet Ampelisca och familjen Ampeliscidae. Inga underarter finns listade i Catalogue of Life.